# Toyotomi Hideyoshi
Toyotomi Hideyoshi est un nom japonais traditionnel ; le nom de famille (ou le nom d'école), Toyotomi, précède donc le prénom (ou le nom d'artiste) Hideyoshi.
Toyotomi Hideyoshi (豊臣秀吉, 17 mars 1537 - 18 septembre 1598) est le deuxième des « Trois unificateurs » du Japon durant l'époque Sengoku, précédé par Oda Nobunaga et suivi par Tokugawa Ieyasu.
Daimyō, il vécut durant les périodes Muromachi (室町時代, 1336-1573) et Azuchi Momoyama (安土桃山時代, 1573-1600). Le terme Momoyama (la « colline au pêcher ») vient du lieu où il fit construire son dernier château. Il fit rédiger sa propre histoire de son vivant jusqu'en 1592. D'origine modeste, il atteignit le pouvoir absolu sur l'ensemble du Japon en l'unifiant et en tentant de le pacifier.
Toyotomi Hideyoshi est également connu sous différents noms qu'il s'est octroyés lui-même :
- Taikō ou Taikō sama (titre honorifique donné à un kanpaku en semi-retraite, qui exerce toujours la tutelle de son successeur) ;
- Hiyoshi-maru (日吉丸?) (« Soleil bienfaiteur »), nom que lui a donné son père le jour de sa naissance ;
- Tokichi Takayoshi ;
- Hideyoshi Kinoshita ;
- Hashiba, nom formé en accolant les noms de deux généraux de Oda Nobunaga, Niwa (Ha) et Shibata (1574).

Il est également connu sous les sobriquets de « Saru Kuanja » (« Singe serviteur ») et de « Saru Kuanja » (« Tête de singe »), en raison de sa laideur.
Ses armoiries sont un kiri (Paulownia imperialis).

## Biographie

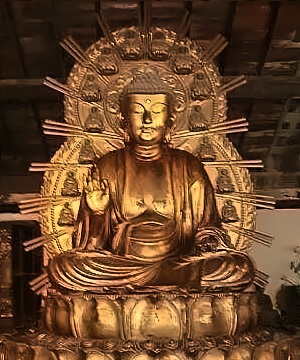
Réplique du Hōkō-ji (grand bouddha construit par Hideyoshi pour montrer son pouvoir)

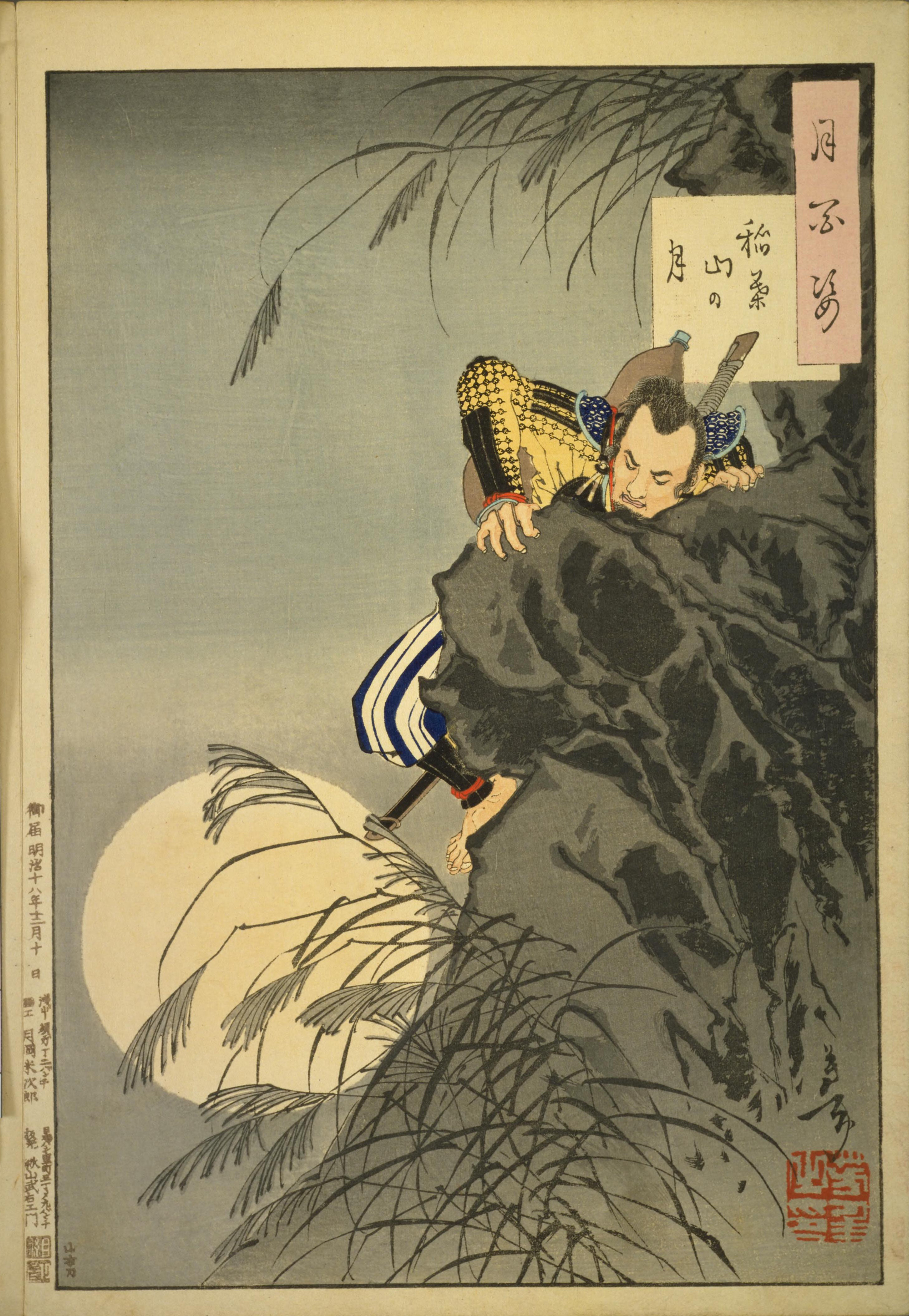
Le jeune Hideyoshi dirigeant un petit groupe à l'assaut du château d'Inaba, La Lune derrière la montagne Inaba, Cent aspects de la Lune no 7, par Yoshitoshi.

Toyotomi Hideyoshi est né sous le nom de « Hiyoshi-maru » en l'an 1537 à Naka, ville située à l'époque dans la province d'Owari, l'actuelle préfecture d'Aichi. Il est le fils d'un fermier nommé Yasuke. Il perd son père à l'âge de huit ans et est élevé par son beau-père, employé chez Oda Nobunaga. Trouvant l'enfant intelligent, son beau-père l'inscrit à l'école du village. À cette époque, au Japon, les écoles étaient situées dans les temples et l'enseignement prodigué par les moines bouddhistes. Mais le jeune Hideyoshi en est rapidement renvoyé en raison de son indiscipline. Il est alors placé chez un forgeron et vite renvoyé pour le même motif. Toyotomi ira ainsi de place en place mais son caractère récalcitrant ne lui permet pas de rester plus d'un mois au même endroit.
À l'âge de vingt ans, il est le domestique de Matsushita Yukitsuna, un des lieutenants de Imagawa Yoshimoto, qui lui accorde sa confiance. Ambitieux, il entre ensuite au service de Nobunaga qui cherche un surveillant pour la construction de son château de Kiyosu qui traîne en longueur. Hideyoshi en fait activer la construction et rend la demeure habitable en quelques jours. Il prend à cette occasion le nom de Tokichi Takayoshi.
En 1574, il se fait construire le château de Nagahama, prend le nom de Hashiba et adopte le kiri comme armoiries. Par la suite, le nom de famille Toyotomi lui est accordé par l'empereur et il est considéré comme un kuge (aristocrate, noblesse de cour) plutôt que comme un buke (littéralement « maison guerrière », c'est-à-dire la noblesse d'épée, les samouraïs), le fait étant presque sans précédent dans l'histoire du Japon. De même, le paulownia est une héraldique particulièrement associée à des fonctions de pouvoir politique énorme équivalent à celui d'un chef d'État. Aujourd'hui, la maison Toyotomi étant éteinte, le kirimon sert de sceau officiel au Premier ministre en fonction.
Fait relativement peu connu et très rarement représenté dans les mangas, films et animés où il figure, Hideyoshi avait six doigts, sous la forme d'un pouce supplémentaire à la main droite. Ce détail est rapporté par Maeda Toshiie dans son ouvrage Kokuso Yuigon, ainsi que par le père Luís Fróis qui fit partie de l’entourage de Oda Nobunaga. Pour cette raison, celui-ci le surnommait parfois « Six », mais surtout « Hage nezumi » (« Rat chauve ») et « Saru » (« Singe », « Primate »). Ce dernier sobriquet est de loin le plus célèbre.

## Carrière

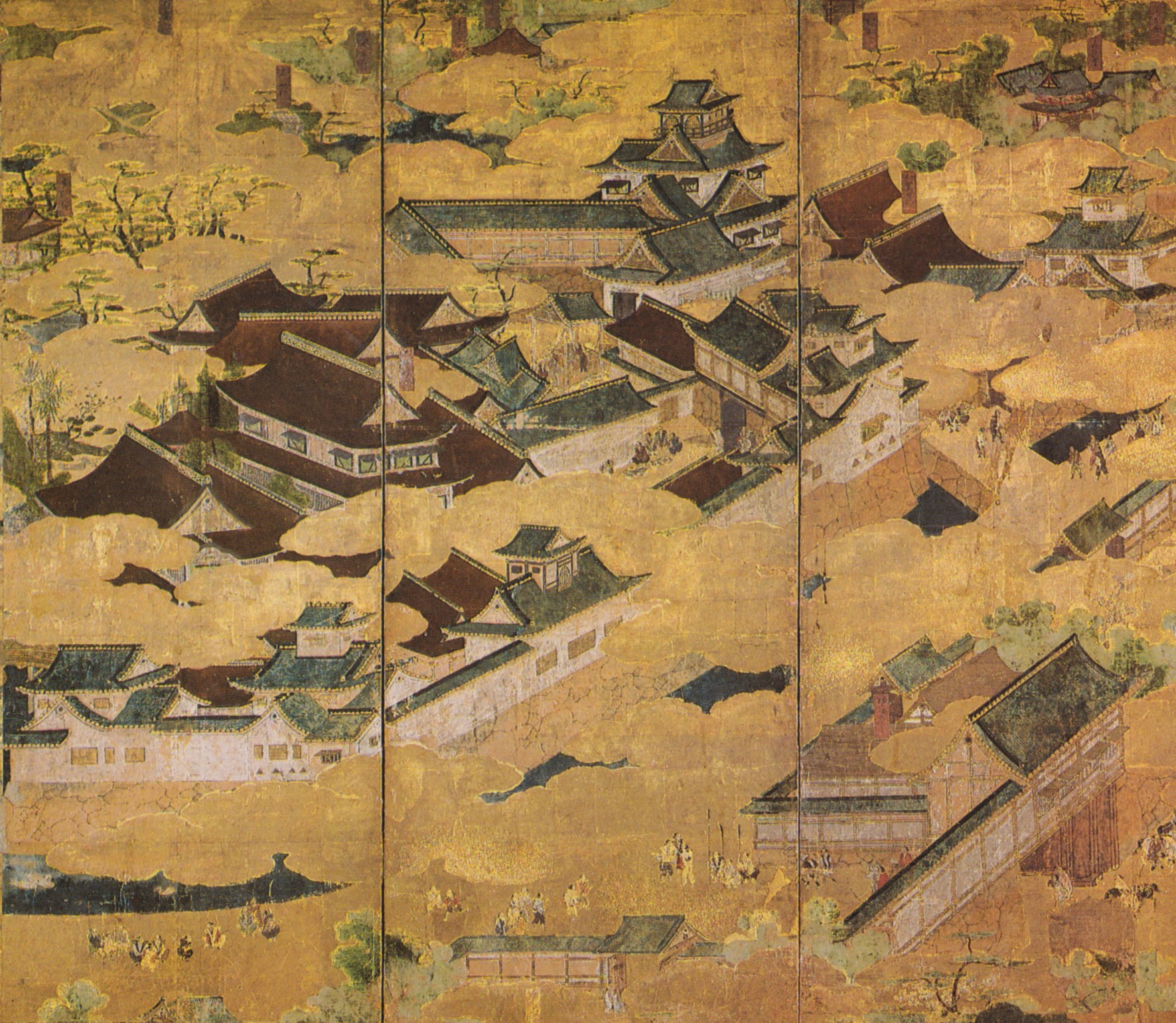
Le Juraku-dai, palais de Toyotomi Hideyoshi, construit en 1586-87. Détail d'un paravent, v. 1650
Mitsui Memorial Museum, Tokyo

La famille Saito est un ennemi juré de Nobunaga. Aussi, Hideyoshi propose-t-il à ce dernier de la réduire au silence. Il la soumet à la tête d'une troupe de bandits de grand chemin et, en récompense, reçoit le nom de Kinoshita Hideyoshi.
En 1570, il combat Asakura Yoshikage avec succès. Il est récompensé par trente mille koku de riz.
En 1573, il fait le siège du château d'Odani et capture Azai Nagamasa. À cette occasion, il reçoit cent quatre-vingt mille koku représentant la totalité de la fortune de Nagamasa.
En 1581, il envahit Mori et soumet les cinq provinces de l'Ouest en cinq jours.

### L'arrivée au pouvoir
En 1582, Hideyoshi s'empare du fief du clan Mōri, lors du siège du château de Takamatsu, en inondant la forteresse.
Le même jour, le 21 juin 1582, il apprend la mort de Nobunaga : un de ses vassaux, Akechi Mitsuhide, profite d'une halte de Nobunaga dans le temple Honnō-ji et de la faiblesse de son escorte pour se révolter contre lui et l'oblige à se faire seppuku dans le temple en flammes. Nobunaga venait d'investir les possessions des Takeda et s'apprêtait à rejoindre Toyotomi, qui faisait campagne dans l'ouest et avait demandé des renforts. Rentré d'urgence des provinces de l'ouest (中国地方, Chūgoku-chihō), Hideyoshi, à la tête de soixante mille hommes, défait les troupes de Mitsuhide et fait exécuter ce dernier lors de la bataille de Yamazaki.
La popularité d'Hideyoshi s'accroit. Il est baptisé « Shogun des trois jours ». Le titre envié de Lieutenant-Général lui est octroyé ainsi qu'une décoration. Mais, faisant fi des honneurs, il brigue le pouvoir, que se disputent les lieutenants de Nobunaga, dont Ieyasu. Hidenobu, le fils aîné de Nobutada et le petit-fils de Nobunaga, succède à son grand-père. Trop jeune pour régner, son oncle, Nobuo, est nommé régent mais les affaires importantes passent sous le contrôle d'Hideyoshi après la bataille de Shizugatake en 1583. Il élimine Shibata Katsuie qui, avec le troisième des fils de Nobunaga, a comploté pour le supprimer, devient Dainagon (conseiller d'État) 1583, et se fait construire un magnifique château qu'il habitera à Osaka. À cette époque, il est tout-puissant ; même Tokugawa Ieyasu le craint.
En 1584, il affronte les troupes coalisées du fils de Nobunaga et d'Ieyasu à la bataille de Komaki et Nagakute. Enfin, ce fut le tour des moines guerriers de Negoro. Ieyasu, en fin politicien, préfère se soumettre à Hideyoshi en lui offrant son fils en otage, en échange le clan Tokugawa n'a plus à participer aux guerres de Hideyoshi ce qui placera Ieyasu dans une position très avantageuse après le désastre de la guerre de Corée.
La cour impériale lui donna le nom de Toyotomi, et il devient ministre des affaires suprêmes.
En 1585, il accède au second rang dans la hiérarchie du pouvoir en étant nommé Naidaijin. Il réduit Chōsokabe Motochika au cours de l'invasion de Shikoku, Sassa à Etchū, Uesugi à Echigo et se fait reconnaître par Tokugawa. Il tente, sans succès, de se faire adopter par le dernier shogun Ashikaga, mais est adopté par l'un de ses amis personnels, Konoe Sakihisa, le chef de la plus prestigieuse maisonnée aristocratique issue du clan Fujiwara. Cette adoption permet en fait à Hideyoshi de contourner une antique règle qui réserve à certains lignages familiaux les six plus élevés degrés de préséance à la Cour, dans le système Ritsuryō, à tel point que le surnom pour ces six rangs, « kizoku », sera repris dans le japonais moderne pour désigner la Noblesse héréditaire à l'européenne.
Conscient de l'absurdité d'une situation créée par des siècles et des siècles de tradition aristocratique, mais également des mérites exceptionnels du protégé de Sakihisa, l'empereur de l'époque, qui avait semble-t-il beaucoup d'estime pour Hideyoshi, confère à celui-ci un nouveau nom de famille, Toyotomi, un honneur rarissime (initialement conféré au clan Fujiwara, qui à l'origine était une branche du clan Nakatomi), intégrant officiellement la famille proche de Hideyoshi à la noblesse de cour, kuge, tout en les émancipant de la tutelle de la famille Konoe. Le clan Toyotomi fut pour ainsi dire la seule famille de kuge nouvellement créée depuis l'Antiquité, les autres familles étant pour la plupart descendantes directes des dieux shintoïstes (shinbetsu), de la Famille Impériale elle-même (kōbetsu) ou parfois d'autres lignages exceptionnels, tel le clan Hata, descendant de Qin Shi Huang. Une théorie dit également que le nom Toyotomi serait inspiré de l'un des noms attribués au prince Shōtoku Taishi, Toyotomimi (豊聡耳 ?), nom connaissant lui-même plusieurs variantes de style (Toyotomimito Shōtoku, Toyotomimi no Nori no Ōkami, etc.), mais il n'en existe aucune preuve formelle.

### Unification du pays, politique anti-chrétienne et invasions de la Corée
En 1586, il est grand chancelier (kanpaku). Ce titre étant réservé aux personnes de la haute noblesse, il se heurte au refus de Shimazu Yoshihisa, puissant daimyo de Satsuma (partie du Kagoshima actuel).
En 1587, à la tête de 150 000 hommes, il mène contre ce dernier une campagne militaire victorieuse lors de la campagne de Kyūshū. La même année, il interdit le christianisme et expulse les missionnaires jésuites tout en confisquant le port florissant de Nagasaki qui leur avait été attribué par son prédécesseur. À son retour dans la capitale, il renforce le pouvoir des bushi en prohibant les armes chez les paysans (le katana-kari 刀狩り) et en réalisant des inspections cadastrales avec des mesures du sol. Les fondations du shogunat (gouvernement militaire) et des han (fiefs des daimyō) étaient posées. Seul le Kantō (régions de l'Est) lui résiste encore. En 1590, il attaque les daimyō Hojo Ujimasa et Date Masamune et les soumet également.
En 1588, suprême honneur, il reçoit la visite de l'empereur du Japon en personne. À l'époque, la Loi obligeait les daimyos à construire une chambre spécialement destinée à accueillir l'empereur au cas où il leur rendrait visite, mais dans les faits presque aucun d'entre eux ne prit cette peine, à l'exception de Oda Nobunaga, Date Masamune et Toyotomi Hideyoshi.
La dernière étape de l'unification du Japon est le siège d'Odawara (1590). Deux cent mille hommes menés par Toyotomi Hideyoshi en tiennent le siège. Au bout de trois mois, les troupes s'infiltrent. Les dirigeants du clan Go-Hōjō se font seppuku.
En 1592, Hideyoshi cède la place à son fils adoptif, Toyotomi Hidetsugu, et prend le titre de Taikō (titre honorifique donné à un kampaku en semi-retraite, qui exerce toujours la tutelle de son successeur). À la tête de cinq cent mille hommes, il marche sur Nagoya (名護屋, nagoya) située dans l'ancienne province d'Hizen (肥前国, Hizen no kuni). L'unification du pays est achevée.
À son entrée dans Kamakura après son combat contre Date Masamune, on dit qu'il pénétra dans le temple qui abritait la statue de Minamoto no Yoritomo et, s'adressant à elle : « Mon cher ami, vous et moi avons tenu le Japon dans nos mains mais vous êtes né dans un palais et moi dans une hutte en ruines. Maintenant, que pensez-vous de moi ; moi qui vais envoyer une armée contre l'Empire Ming ? »
En 1592, Hideyoshi envahit la Corée, c'est la guerre d'Imjin. La Corée demande l'aide de l'empereur de Chine, Ming Shen Tsung. Mais l'empereur redoute également Hideyoshi et lui promet la couronne des trois grandes provinces (Do) coréennes s'il les épargne. Hideyoshi est maître sur la terre ferme mais l'amiral coréen Yi Sun-sin a sérieusement mis en danger ses lignes de ravitaillements maritimes. Il ordonne alors à son armée de rentrer au pays. En 1596, il reçoit, par l'intermédiaire de l'ambassadeur, une missive, de l'empereur de Chine qu'il juge insultante.
En effet, les négociations ont mené à un quiproquo embarrassant ayant dévoilé les arrangements pris entre eux par les négociateurs : les diplomates chinois et japonais ayant chacun leurs propres soucis protocolaires vis-à-vis de leur monarque respectif. Ainsi le diplomate chinois raconta à son empereur que les Japonais acceptaient d'entrer dans le modèle sinocentriste, en tant que nation tributaire. Soumission en échange de laquelle l'empereur de Chine, dans son « immense » générosité, accepte traditionnellement des relations commerciales et culturelles entre les deux pays, et confère le titre de Koku'ō (roi-nation, c'est-à-dire féal direct et partenaire de l'empereur de Chine, assumant le rôle de Roi des rois). D'un autre côté, le diplomate japonais assura au vieux dictateur qu'il s'agissait d'un accord diplomatique entre deux nations se reconnaissant comme des égales.
On peut légitimement se demander si Toyotomi Hideyoshi le prit comme un affront personnel ou comme une insulte à la nation japonaise et au Tennō (empereur). Les Japonais, du moins ceux des hautes sphères du pouvoir, percevaient déjà leur pays comme une nation au sens moderne du terme, depuis l'époque de Shōtoku Taishi. Ainsi, si le Shogun Ashikaga Yoshimitsu avait accepté le titre de Roi du Japon décerné par l'empereur de Chine afin de bénéficier des fructueuses relations commerciales associées, son successeur direct avait rejeté ce partenariat au motif qu'il s'agissait là d'un affront à la fierté nationale. Pour la défense de Hideyoshi, on sait aussi qu'au lendemain de la bataille de Sacheon, il dit à ses commandants militaires en Corée : « Ne laissez pas mes soldats devenir des fantômes en terre étrangère ». Quoi qu'il en soit, le nationalisme japonais et les soucis diplomatiques qu'il entraîne avec son voisin remontent à loin, nonobstant, cela vaut aussi pour la conscience nationale japonaise, et ce bien que le concept de nation ait essentiellement été développé dans les temps pré-modernes et modernes par les Européens.
D'après le Taiko ki, Hideyoshi la déchire et chasse l'ambassadeur. Il réunit une armée pour châtier la Chine et reprendre la guerre en Corée, mais la maladie l'emporte le 18 septembre 1598, à l'âge de soixante et un ans, dans son château de Fushimi.
En 1593 naît son second fils, Hideyori. Hideyoshi accuse son fils adoptif, Hidetsugu, de trahison pour donner le pouvoir à Hideyori. Hidetsugu, déshonoré, se fait seppuku.
En 1597, poursuivant la persécution antichrétienne, Hideyoshi fait crucifier les vingt-six Martyrs de Nagasaki, presque tous Japonais, sur une colline de la ville, acte public destiné à décourager les conversions au christianisme au sein du peuple, et qui ouvre une série de violentes persécutions qui dureront jusqu'en 1637.

## Épilogue
Les deux tentatives d'invasion de la Corée en 1592 et en 1597 (la guerre Imjin) échouèrent et son projet d'envahir la Chine ne vit jamais le jour.
Sentant sa fin proche et ayant peur pour la vie du jeune enfant qu'était Hideyori, Hideyoshi confie son fils, qu'il avait désigné comme héritier exclusif, aux cinq sages (五大老, gotairō), ses grands conseillers. Parmi eux se trouvait Ieyasu, qui prendra le pouvoir peu après la bataille de Sekigahara en 1600.

Son mausolée est situé à Kyoto sur la colline d'Higashiyama, presque à l'aplomb de la route nationale 1.

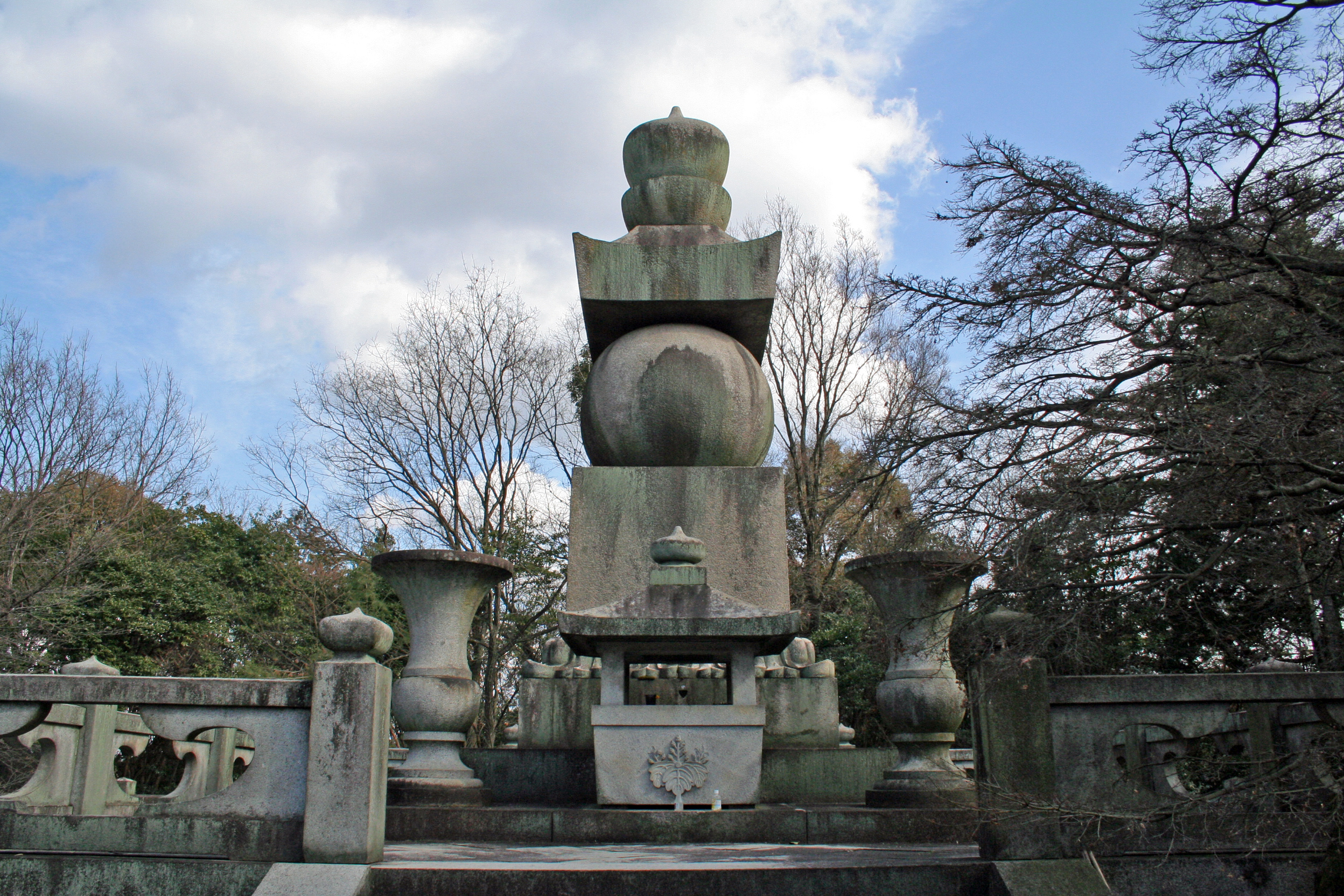
Mausolée de Toyotomi Hideyoshi

## La légende
On dit qu'Hideyoshi a pris modèle sur Moritsuna à la tête de ses troupes. Lorsqu'il marcha sur Hakone avec son armée, avant la bataille d'Ishikake yama, un chasseur lui indiqua le chemin. La légende rapporte qu'Hideyoshi tua le chasseur par mesure de sécurité. La chaîne de montagne située à cet endroit porte le nom de Taiko yama.
On apprend également que le taiko avait dressé un singe domestique à sauter sur les visiteurs de manière effrayante. Un seul homme, Date Masamune - déterminé à ce que le taiko ne se moque pas de lui - soudoya un domestique afin qu'il lui présente le singe avant son entrevue avec le taiko. Il frappa alors le museau de l'animal de ses poings fermés jusqu'à ce que celui-ci ne montrât plus d'esprit combatif. Lorsque Date Masamune entra dans la salle d'audiences, le singe se cacha derrière Hideyoshi et rien ne le fit sortir de là. Taiko Sama, très impressionné et ne connaissant pas les faits antérieurs, conclut que Date était un homme solide, intrépide auprès duquel il vaudrait mieux composer amicalement.

## Littérature
- Shiba, Ryōtarō : Hideyoshi, seigneur singe, Paris, Éditions du Rocher, 2008 (roman historique)
- Charles-Pierre Serain : Toyotomi Hideyoshi, le rêve du Singe, Éditions Centon, 2018 (roman historique)

## Filmographie
- Il est le personnage principal dans l'anime Sengoku Otome, où l'on peut aussi apercevoir Date Masamune.

- Il apparaît également dans la série Inazuma Eleven Go Chrono Stones et révélera être en quête de service pour Nobunaga Oda.

## Jeux vidéo
Toyotomi Hideyoshi est aussi une figure emblématique de la série de Capcom Sengoku Basara, et est apparu dans plusieurs titres :
- Devil Kings (nom occidental de Sengoku Basara)
- Sengoku Basara 2
- Sengoku Basara 2: Heroes
- Sengoku Basara X
- Sengoku Basara: Battle Heroes

Il apparait aussi dans les 4 épisodes de la saga Onimusha, autre série de Capcom, dans les deux premiers sous le nom de Tokichiro Kinoshita, dans le 3 sous le nom de Hideyoshi Hashiba, puis dans Dawn of Dreams sous le nom de Hideyoshi Toyotomi, il a un rôle central dans cet épisode, étant le principal antagoniste :
- Onimusha Warlords
- Onimusha 2 : Samurai's Destiny
- Onimusha 3 : Demon Siege
- Onimusha Dawn of Dreams
- Dans le jeu Pokémon Conquest, il est le chef du Royaume du feu nommé Ignis et porte un costume de singe. Son Pokémon de prédilection est Simiabraz . Il est l'un des chef de guerre que le joueur doit affronter au cours de son aventure.